# فرمان (فیلم ۱۳۶۰)
فرمان فیلمی به کارگردانی کوپال مشکوت است. این فیلم محصول کشور ایران و تولید سال ۱۳۶۰ می‌باشد.

## خلاصه داستان
سید که از ظلم خان و انگلیسی‌ها به ستوه آمده علیه آنان قیام می‌کند و با کمک جوانی به نام طه و یارانش کنسول انگلستان را به قتل می‌رساند. انگلیسی‌ها خانهٔ او را محاصره می‌کنند و سید و همسرش را که موفق به فراری دادن طه و فرزندشان شده‌اند را می‌کشند.

## بازیگران
- سعید راد
- علی ثابت
- جمشید هاشم‌پور
- کنعان کیانی
- ناهید ظفر
- حسین معلومی
- عباس مختاری
- محمدولی احمدلو
- رسول حیدری
- زیتونی
- امیر ابراهیمی
- غلامرضا خسروی
- یوسف آذری